# Карцов, Андрей Николаевич
Андрей Николаевич Карцов (3 [15] июля 1835 — 24 сентября [7 октября] 1907) — российский дипломат; доводился дядей Юрию Сергеевичу Карцову, опубликовавшему его автобиографическую заметку и очерк на основе его материалов.

## Биография
Родился в Смоленском имении своей матери. Начал учиться в 1-й Санкт-Петербургской гимназии, откуда в 1850 году перешёл в Александровский лицей, который окончил в 1856 году.
С 25 мая 1856 года состоял на службе в Азиатском департаменте Министерства иностранных дел; в начале 1858 года был отправлен секретарём генерального консульства в Белград. Затем служил консулом в Иерусалиме, дипломатическим агентом в Сербии.
С 8 апреля 1873 года — действительный статский советник.
В начале 1879 года назначен генеральным консулом в Неаполь, в следующем году — в Париж. Умер от болезни сердца в октябре 1907 года, похоронен на парижском кладбище Пер-Лашез.
Его сын, Виктор Андреевич Карцов — русский вице-адмирал.

## Награды
Был награждён российскими (до Св. Анны 1-й ст. и Св. Станислава 1-й степени) и иностранными орденами.